# أبو طينة

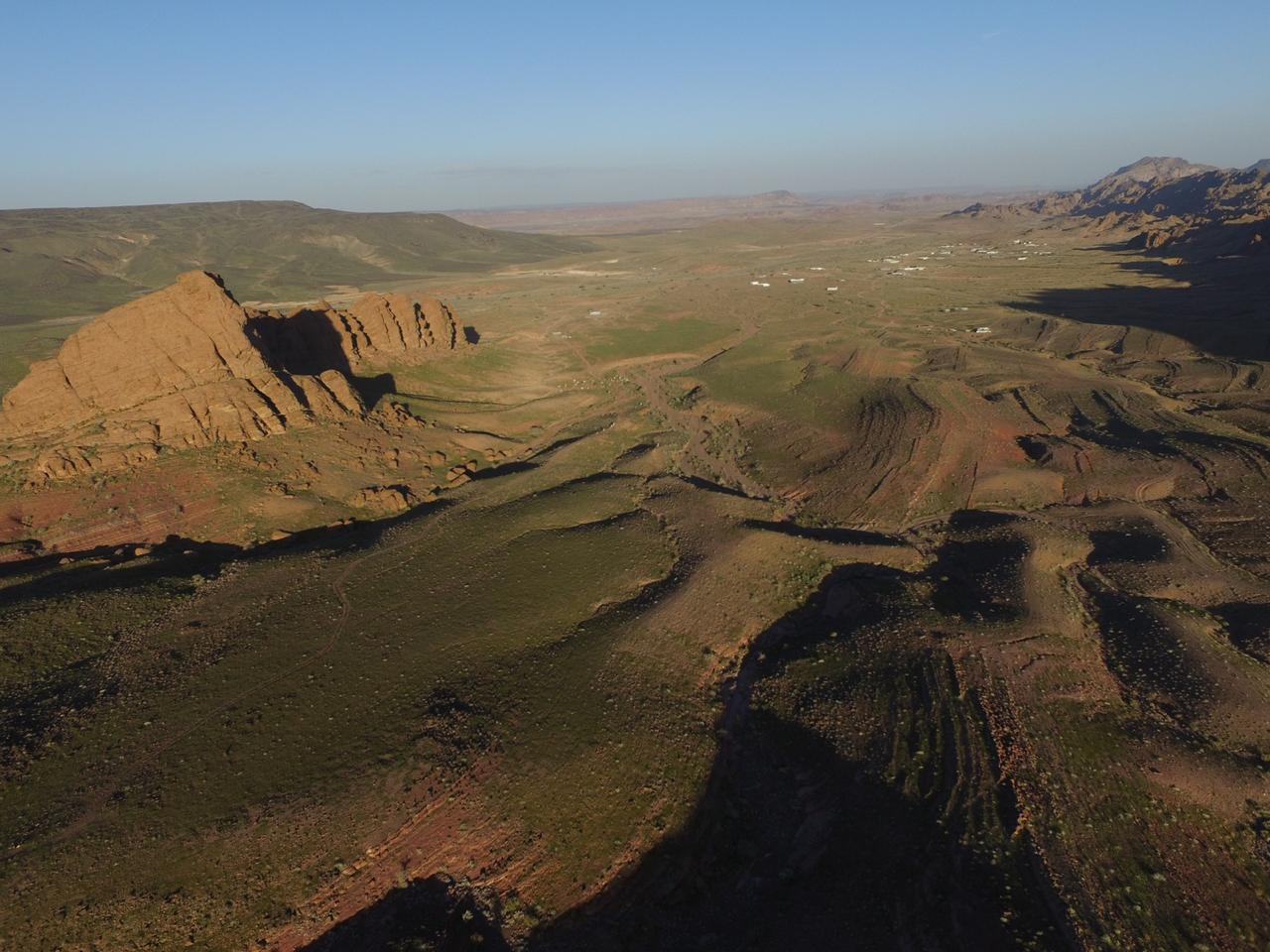
صورة جوية لهجرة أبو طينة

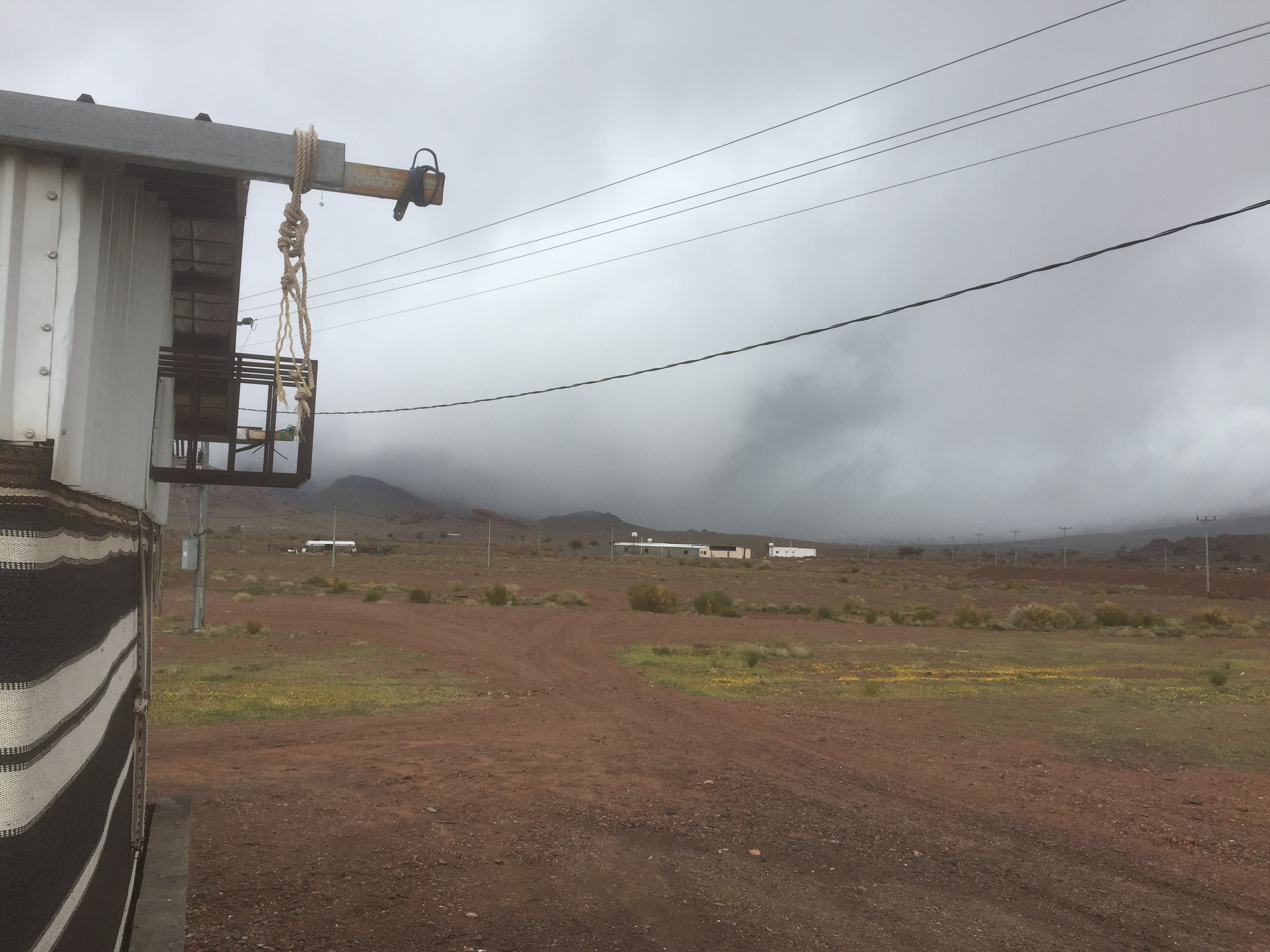
أبو طينه في فصل الشتاء

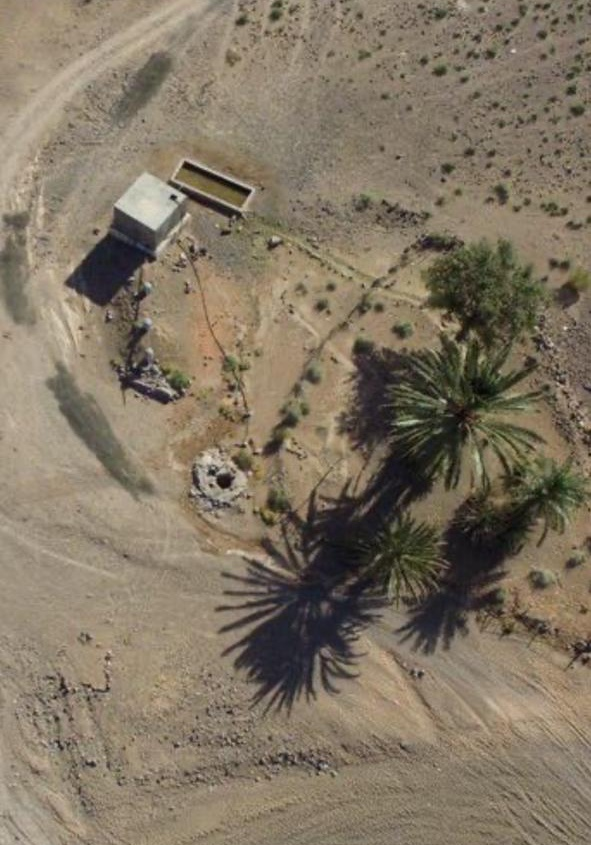
بئر أبو طينه التاريخي

أبو طينة، قرية من قرى محافظة العلا، والتابعة لمنطقة المدينة المنورة في السعودية. تقع في جنوب مدينة تبوك، وتبعد عنها بمسافة تقارب (160) كيلو متراً، وعن العلا بمسافة تقارب (120) كيلو متراً ويمر من خلال القرية وادي أبو طينة أحد أهم روافد وادي الجزل، وسميت بذالك الاسم لوجود بئر قديمه يحمل اسم بئر أبو طينة، تمتاز بطقس بارد في فصل الشتاء وحار نسبيا في فصل الصيف، تقع على ارتفاع 1233 متراً عن سطح البحر، وكونها تقع على سلسلة جبال السروات ( مدين ) فتتكون جبالها من الصخور النارية القديمة و المتحوله، أما جبالها الشمالية فهي حرات بركانيه من أشهرها جبل تيسّر، أما الجهة الغربية للقرية فيوجد بها عقبة ضربه تربط هجرة أبو طينة بقرية شواق التهاميه، يوجد بها بعض المساكن والنقوش الموغله في القدم، وفي قمم جبالها الشمالية والغربية توجد مزارع قمح قديمة جداً، وسكانها من عشيرة المداميه من قبيلة بني عطية .